# Gottfried E. Noether
Gottfried Emanuel Noether, né le 7 janvier 1915 à Karlsruhe en Allemagne et mort le 22 août 1991 à Willimantic (Connecticut), est un enseignant et mathématicien allemand, puis américain, spécialiste en statistique.

## Biographie
Issu d'une grande famille de scientifiques, il est le fils de Fritz Noether, neveu de la mathématicienne Emmy Noether et petit-fils du mathématicien Max Noether.
Il émigre aux États-Unis en 1939. Pendant la Seconde Guerre mondiale, il sert l'armée américaine dans le renseignement. Il obtient son doctorat en 1949 à l'université Columbia. Il travaille ensuite à l'université de New York, puis à l'université de Boston à partir de 1952 et à l'université du Connecticut qu'il rejoint en 1968. Il prend sa retraite en 1985.
Spécialiste des statistiques, il a publié plus de cinquante articles, six livres, mais aussi une biographie de son père Fritz, exécuté en Union soviétique en 1941.
En 1999, un prix portant son nom a été créé dans le domaine des statistiques non paramétriques.